# سليمان بن يزيد القزويني
أَبُو دَاوُدَ سُلَيْمَانُ بنُ يَزِيْدَ القَزْوِيْنِيّ الفَامِي مُحَدِّثُ من علماء الحديث وهو ثقة. تُوُفِّيَ سَنَةَ تِسْعٍ وَثَلاَثِيْنَ وَثَلاَثِ مائَةٍ للهجرة، وهو رفيقُ أَبِي الحَسَنِ القَطَّان فِي الرِّحْلَة.

## روايته للحديث النبوي
- سمع: أبا حاتم الرازي، والمنسجر بن الصلت، وأبا عبد الله بن ماجه، وإسحاق بن إبراهيم الدبري وطبقتهم.
- روى عنه: سليمان بن أحمد النساج، وأبو الحسين أحمد بن فارس اللغوي، والحسن بن عبد الرزاق، وشيخ للخليلي، ومحمد بن أحمد بن عثمان بن طلحة الزبيري القزويني، وآخرون.
- الجرح والتعديل: قال أبو يعلى الخليلي: «ثقة كبير عارف بالحديث»، وقال عبد الكريم بن محمد الرافعي: «من أئمة قزوين المشهورين».[2]